# 2021 GX9
2021 GX9 ist ein Asteroid, der zu den Erdnahen Asteroiden (Apollo-Typ) zählt und am 14. April 2021 von Pan-STARRS, Haleakalā (IAU-Code F51) entdeckt wurde. Der Asteroid wird (Stand: 18. Februar 2025) auf der NEO Risk List mit einer Einschlagswahrscheinlichkeit von 1 zu 19880 am 16. April 2032 geführt. Der Durchmesser des Asteroids wird auf etwa 20 bis 50 Meter geschätzt. 